# محوطه آرامگاه صخره‌ای فالونک
محوطه آرامگاه صخره‌ای فالونک مربوط به دوره هخامنشی است و در شهرستان مرودشت، بخش مرکزی، دهستان رامجردیک، ۲۰۰ متری شمال روستای فالونک واقع شده و این اثر در تاریخ ۱۸ شهریور ۱۳۸۷ با شمارهٔ ثبت ۲۳۴۲۳ به‌عنوان یکی از آثار ملی ایران به ثبت رسیده است.